# Ian Matthews
Pour les articles homonymes, voir Matthews.
Ian Matthews, né le 20 juin 1971 à Bristol, au Royaume-Uni, est un musicien britannique, batteur du groupe de rock alternatif Kasabian depuis août 2004.

## Biographie
Gaucher, il a sa première batterie à quatre ans et donne son premier concert à sept, dans un pub où il est capable de jouer du waltz, du quickstep, du foxtrot et du tango.
Il joue par la suite dans plusieurs groupes locaux à Bristol, tels que K-Passa, Ilya et Milk, avant de rencontrer Kasabian au Bink Bonk, un studio de la ville, où ils enregistrent une démo de Processed Beats et Butcher Blues. Alors que le groupe cherche un batteur pour la tournée promotionnelle de son premier album studio, Matthews est contacté à la suite de sa prestation du Bink Bonk. Ne voyant pas d'évolution dans la musique d'Ilya, il accepte et devient par la suite un membre officiel de la formation.

## Matériel
Après avoir utilisé différentes marques pour ses caisses et cymbales, Matthews se sert aujourd'hui de peaux Remo sur des caisses Drum Workshop et de cymbales Zildjian, avec des percussions Natal et des baguettes Vic Firth : grosse caisse DW Collectors Series en 24"x16", tam-tam en 13"x9", toms en 16"x16”, tom basse en 18"x16", caisses claires en 14"x6.5" et 13"x3" ; cymbales Zildjian avec Charleston New Beat en 14", cymbale splash en 12", cymbale crash en 18", cymbale ride en 19", cymbale china en 19" et un gong en 40".

## Discographie
- 2004 : Kasabian
- 2005 : Live from Brixton Academy
- 2006 : Empire
- 2009 : West Ryder Pauper Lunatic Asylum
- 2011 : Velociraptor!
- 2012 : Live!
- 2014 : 48:13